# Ngày Bastille
Ngày Bastille hay Ngày Quốc khánh Pháp, Ngày lễ quốc gia Pháp (Fête nationale), Ngày 14 tháng 7 là ngày kỷ niệm sự kiện chiếm ngục Bastille diễn ra vào 14 tháng 07 năm 1789 trong thời kỳ Cách mạng Pháp.
Ngày 11 tháng 7 năm 1789, vua Louis XVI trục xuất vị Thượng thư duy tân Jacques Necker và tái cơ cấu lại tất cả các bộ. Quyết định này khiến những người dân Paris nổi loạn.
Mặc dù vào thời điểm đó chỉ có 7 tù nhân bị giam giữ ở Bastille, nhưng nhà tù này là biểu tượng cho sự cầm quyền đầy áp bức dưới nền quân chủ chuyên chế của hoàng gia Bourbon. Khoảng gần 1000 người dân đã tới chiếm ngục Bastille, chống lại 114 binh lính của nhà vua. Sau 4 giờ xung đột, quân nổi dậy chiếm được ngục Bastille. Các cựu binh Pháp và lính Thụy Sĩ trấn giữ ngục Bastille không thể chống nổi, phải đầu hàng.
Sự kiện các nhà cách mạng cùng người dân và binh lính xông vào phá ngục Bastille đánh dấu sự khởi đầu cuộc cách mạng Pháp, sau đó dẫn đến việc vua Louis XVI bị phế truất.